# Financière Moncey
Financière Moncey est une société de participations cotée fondée en 1875 ; c'est une filiale du groupe Bolloré.
Financière Moncey est créée en 1956 en tant que holding chargée de la gestion de participations stratégiques au sein du Groupe Rivaud.
L’arrivée du Groupe Bolloré au capital du Groupe Rivaud remonte à 1988. En 1996, à la suite d’une crise majeure affectant le groupe Rivaud, Vincent Bolloré prend la présidence de plusieurs entités clés, dont Société Industrielle et Financière de l’Artois et Financière Moncey.
Le Groupe Bolloré entame ensuite une restructuration afin de simplifier les différentes structures juridiques, d’optimiser les pôles d’activité et de renforcer son contrôle sur les filiales industrielles.
Le patrimoine de Financière Moncey est aujourd’hui principalement constitué de participations permettant une détention indirecte d’actions Bolloré SE.
Le 10 juillet 2024 a été annoncé le projet de fusion par absorption de Compagnie des Tramways de Rouen (« CTR ») par Financière Moncey. Cette opération a été réalisée le 1er novembre 2024, après la publication du rapport du Commissaire à la fusion et son approbation par l’assemblée générale extraordinaire des actionnaires, le 21 octobre 2024. Préalablement à cette fusion, Financière Moncey a procédé à une division par 100 de la valeur nominale de ses actions. Le rapport d’échange des actions (post-division par 100 du nominal) pour cette fusion est de 75 actions ordinaires de Financière Moncey pour 1 action ordinaire de CTR.

## Participations
- Société Fin ncière et Industrielle de l'Artois : 42,1 %
- Socfrance : 11.5 %
- Compagnie de l'Odet : 4,9 %
- Financière V : 12,2 %
- Omnium Bolloré : 17,1 %

## Actionnariat
| Nom                              | %     |
| Plantations des Terres Rouges SA | 17,3% |
| Bolloré SE                       | 15,0% |
| Compagnie du Cambodge            | 63,7% |
| GROUPE BOLLORÉ                   | 95,9% |

(18 Janvier 2025)